# 英国陆军第27步兵旅
第27步兵旅是英国陆军的一个步兵旅，该部曾在第一次世界大战、第二次世界大战和朝鲜战争中服役。在朝鲜战场上，由于增加了来自加拿大、澳大利亚、新西兰和印度的部队，该旅通常被称为英联邦第27旅。

## 历史

### 第一次世界大战
该旅最初成立于1914年8月，当时被称为第27旅，是第9（苏格兰）师的一部分，该旅是第一次世界大战期间基奇纳勋爵从志愿者中培养出来的第一个基奇纳陆军师。该旅主要在西线服役。最初，该旅下辖苏格兰皇家第11和第12营、皇家苏格兰燧发枪兵第6营和第10阿盖尔和萨瑟兰高地人营组成。 

### 第二次世界大战
1939年，该旅改组为第27步兵旅，隸屬於领土陆军第9（高地）步兵师，是第51（高地）步兵师的替补部队。当第51（高地）师在法国战役中投降时，第9（高地）师被重新命名为新的第51师。因此，第27步兵旅成为第153步兵旅，并于1942年至1945年在北非、西西里岛、意大利和西北欧的第51（高地）师中服役。

### 二战后

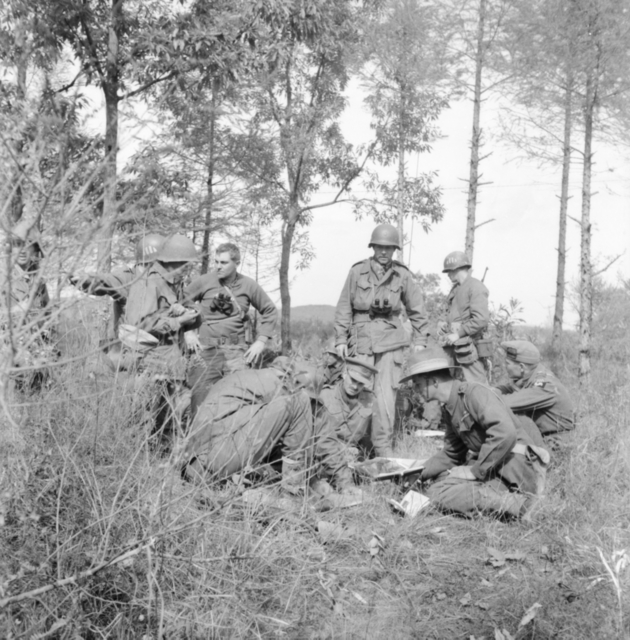
永州战役中的第27步兵旅

该旅于1948年改组并派往香港，在朝鲜战争爆发时被派往韩国，1950年9月，指挥该旅的肯尼思·缪尔少校被授予维多利亚十字勋章。
抵达韩国后不久，该旅就开始行动，参与了1950年8月29日的釜山外围防御，以及仁川附近的联合国攻势。该旅于1950年9月收编了澳大利亚皇家澳大利亚团第3营，并于1950年12月收编了帕特里夏公主的加拿大轻步兵团第2营。但该旅几乎不像朝鲜战场其他英联邦部队的支援单位，并且始终在火力方面处于劣势，强烈依赖于美国的战术支援单位。
在中国志愿军参战后（包括1951年1月的第三次汉城战役）和联合国反攻的进一步行动。1951年1月，特别组建的第16新西兰皇家炮兵团和加拿大步兵营在2月加入了该旅。该旅的最后行动是在1951年4月的加平战役。该旅随后被解散，取而代之的是第28英联邦步兵旅，该旅是英联邦第1师一部分。

## 组成部分

### 1914－1918年
- 苏格兰皇家第11营
- 苏格兰皇家第12营
- 苏格兰皇家燧发枪第6营
- 阿盖尔和萨瑟兰高地人第10营

### 1939－1940年
- 黑卫士第5营
- 戈登高地人第7营
- 戈登高地人第9营
- 戈登高地人第1营

### 1948年以后
- 皇家莱斯特郡团第1营
- 米德尔塞克斯团第1营（至1951年4月）
- 阿盖尔和萨瑟兰高地人第1营（至1951年4月）
- 帕特里夏公主的加拿大轻步兵团第2营
- 澳大利亚皇家团第3营
- 新西兰皇家炮兵第16野战团
- 第60印度野战救护队